# Torger
Torger ist als Variante von Torgeir ein norwegischer männlicher Vorname; die Kurzform Torge tritt hingegen insbesondere in Norddeutschland auf.

## Herkunft und Bedeutung
Torger ist über Torgeir abgeleitet von dem altnordischen Namen Þórgeirr mit der Bedeutung „Thors Speer“, gebildet aus den Elementen Þórr (Thor) und geirr (Speer).

## Namensträger

### Form Torger

#### Vorname
- Torger Nergård (* 1974), norwegischer Curler
- Torger Christian Wolff (Toto Wolff; * 1972), österreichischer Investor und Automobilrennfahrer

#### Familienname
- Arne Torger (* 1946), schwedischer Pianist
- Will Torger (1910–1984), deutscher Maler

### Form Torge

#### Vorname
- Torge Hollmann (* 1982), deutscher Fußballspieler
- Torge Johannsen (* 1983), deutscher Handballspieler
- Torge Oelrich (* 1988), deutscher Comedian
- Torge Paetow (* 1995), deutscher Fußballspieler
- Torge Schmidt (* 1988), deutscher Politiker

#### Familienname
- Anna Torge, deutsche Mandolinistin und Gitarristin
- William Torge (???-???), in den 1920er und 1930er Jahren Drehbuchautor und Liedtexter
- Wolfgang Torge (* 1931), deutscher Geodät und Hochschullehrer